# آسمان شب (فضا)

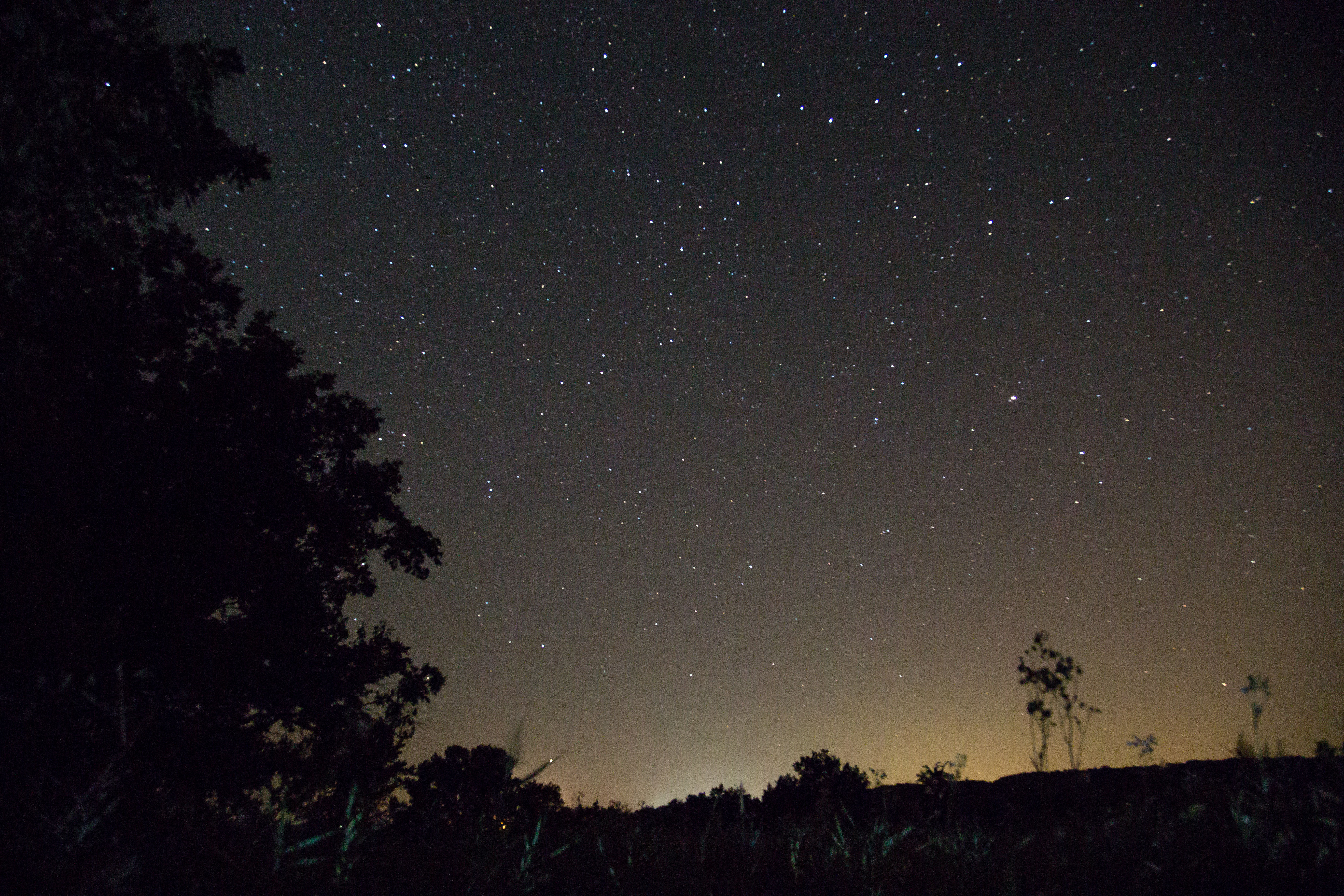
ستاره‌ها در آسمان شب

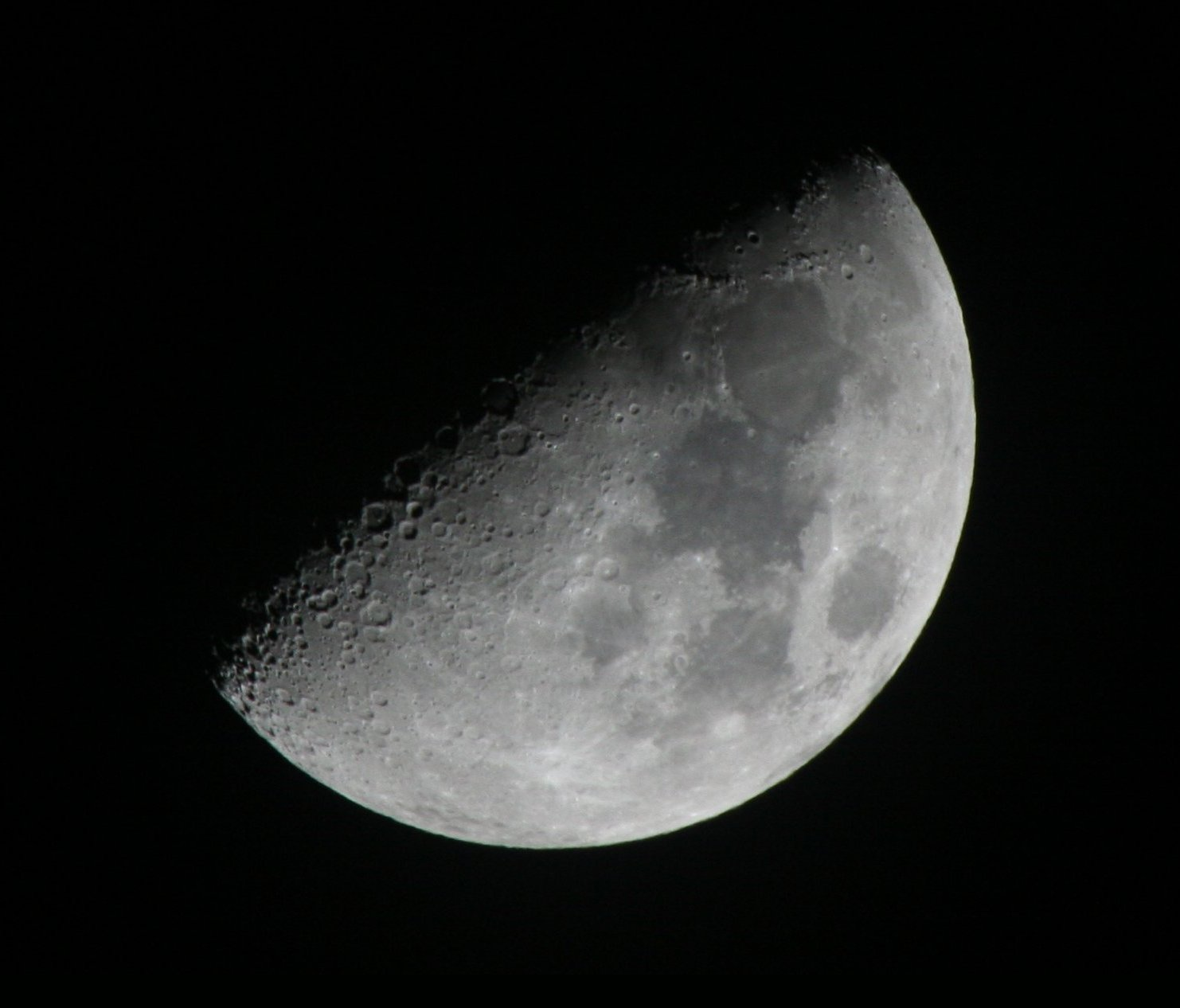
ماه بیشترین مشاهده شده در آسمان شب است، در حالی که گاهی در روز روشن هم قابل مشاهده است.

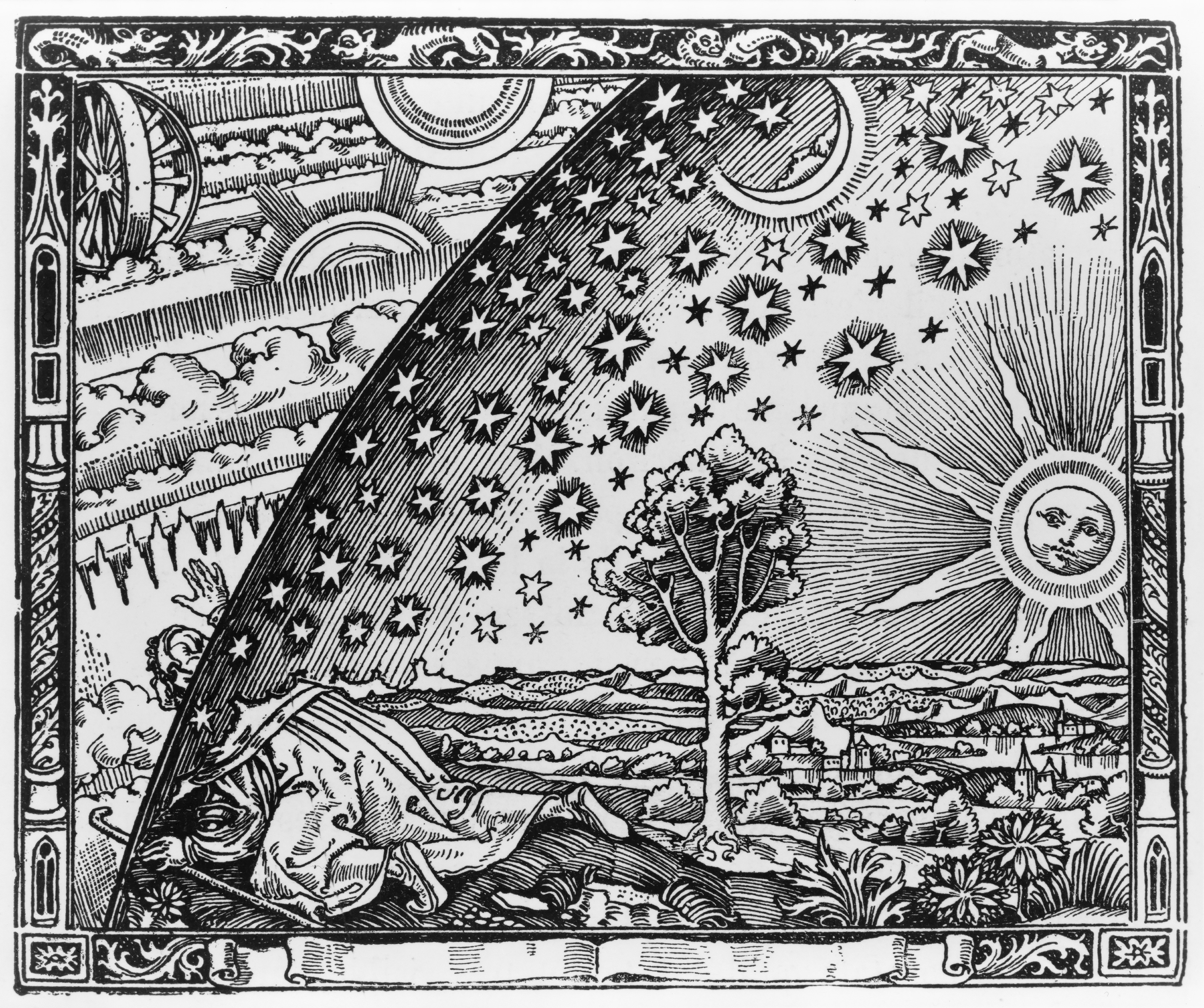
حکاکی فلاماریون، پاریس ۱۸۸۸

آسمان شب، اصطلاحی مرتبط با اخترشناسی از زمین است که به ظاهرِ شب‌هنگامِ اجسام آسمانی مانند ستارگان، سیاره‌ها، و ماه که در یک آسمان پاک میان غروب و طلوع خورشید مشاهده می‌شوند، اشاره می‌کند.
چشمه‌های نور طبیعی در آسمان شب بسته به زمان و مکان شامل مهتاب، اخترتاب، و هواتاب می‌شوند. شفق قطبی آسمان‌های بالای مدار قطبی را روشن می‌کند. تحت شرایط خاص ممکن است یک خروج جرم از تاج خورشیدی بزرگ، یا حتی بادهای خورشیدی شدید ممکن است شفق قطبی را به سمت استوا بکشد.
آسمان شب و مطالعه آن در فرهنگ‌های باستانی و نوین جایگاهی تاریخی دارد. برای مثال در گذشته کشاورزان از وضعیت آسمان شب به عنوان یک تقویم برای تعیین زمان کاشت استفاده می‌کردند. بسیاری فرهنگ‌ها با کشیدن صورت‌های فلکی در میان ستاره‌های آسمان، آنان را از طریق افسانه‌ها و اسطوره‌ها به ایزدهای خود مرتبط کرده‌اند.
باور تاریخی به اختربینی ریشه در باور به تأثیر اجسام آسمانی بر اتفاقات روی زمین یا خبر دادن از آنان دارد. مطالعه علمی آسمان شب قسمتی از اخترشناسی رصدی است.
آلودگی نوری بر امکان مشاهده اجسام آسمانی در آسمان شب تأثیر می‌گذارد. به‌طور تاریخی وجود ماه در آسمان به دلیل بالا بردن سطح نور زمینه، مشاهدات اخترشناسی را مختل می‌کرده. امروزه نیز نور مصنوعی شهرها مشکلی روزافزون در سر راه مشاهده آسمان شب است. استفاده از فیلتر اپتیکی و تغییر منابع نور شهری می‌تواند این مشکل را تا حدی کاهش دهد. اما برای مشاهدات بهتر اخترشناسان حرفه‌ای و آماتور تلاش می‌کنند در نقاطی به دور از آلودگی نوری مناطق شهری مستقر شوند.

## روشنایی

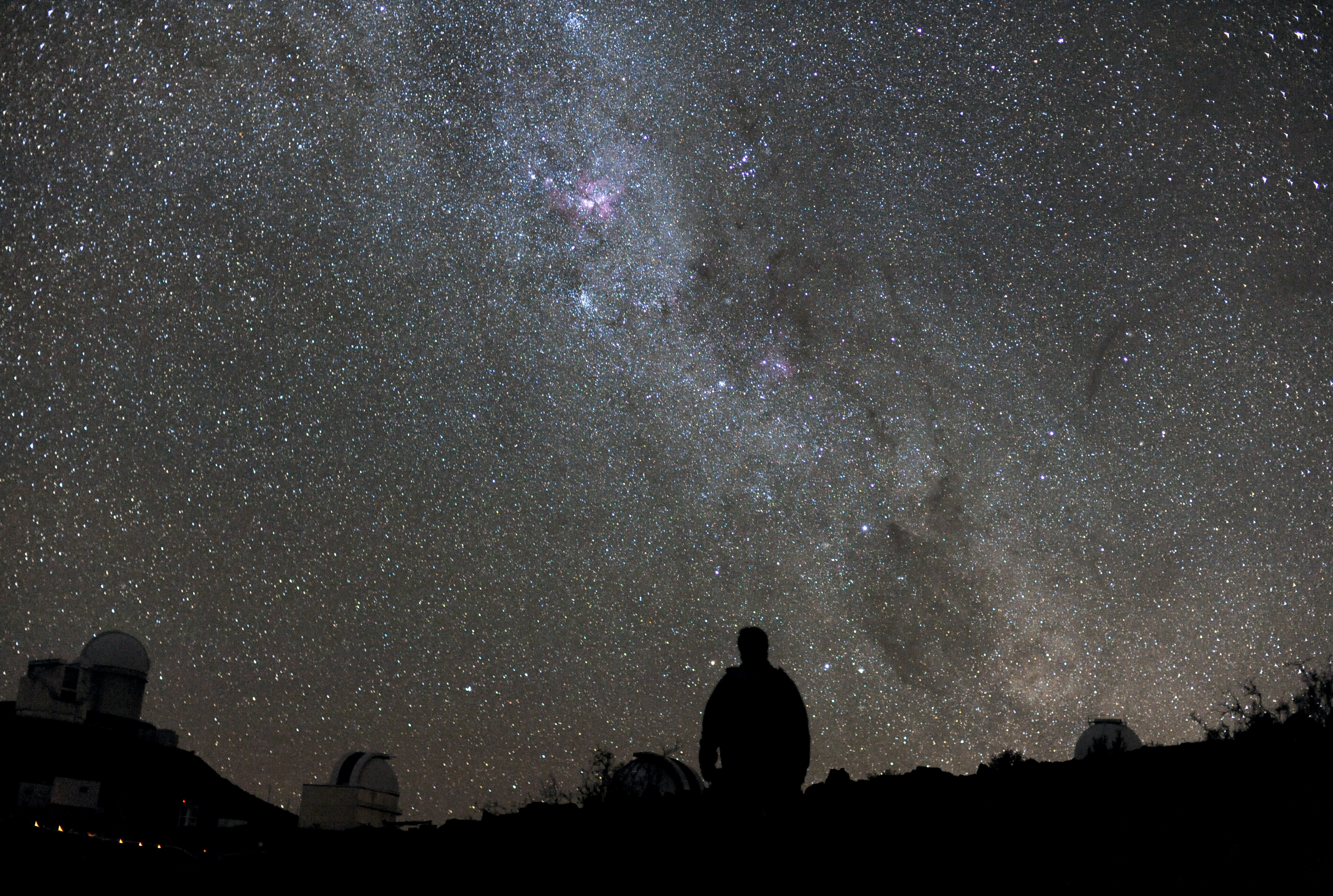
کهکشان راه شیری در نیمکره جنوبی روشن‌تر از نیمکره شمالی است. (عکس در رصدخانه لاسیا گرفته شده‌است)

در واقعیت آسمان در شب کاملاً تاریک نیست، حتی در غیاب مهتاب و روشنایی‌های شهر، به راحتی قابل مشاهده است، زیرا اگر آسمان کاملاً تاریک بود، نمی‌توانست سایه یک جسم را در برابر آسمان دید.
شدت روشنایی آسمان در طول روز بسیار متفاوت است و علت اصلی نیز متفاوت است. در طول روز که خورشید بالای افق است، پراکندگی مستقیم نور خورشید (پراکنش رایلی) منبع غالب نور است. در گرگ‌ومیش، بازه زمانی بین غروب و طلوع خورشید، وضعیت پیچیده‌تر است و نیاز به تمایز بیشتری است. گرگ‌ومیش با توجه به فاصله خورشید از افق در بخش‌های ۶ درجه به سه بخش تقسیم می‌شود.
پس از غروب خورشید، گرگ‌ومیش مدنی غروب می‌کند و زمانی پایان می‌یابد که خورشید بیش از ۶ درجه از افق پایین بیاید. پس از آن گرگ‌ومیش دریایی، زمانی که خورشید به ارتفاعات -۶ درجه و -۱۲ درجه می‌رسد، سر می‌رسد، پس از آن گرگ‌ومیش نجومی به عنوان دوره از -۱۲ درجه تا -۱۸ درجه تعریف می‌شود. هنگامی که خورشید بیش از ۱۸ درجه به زیر افق می‌افتد، آسمان معمولاً به حداقل روشنایی خود می‌رسد.
منابع متعددی را می‌توان به عنوان منبع روشنایی ذاتی آسمان شناسایی کرد که عبارتند از: هواتاب، پراکندگی غیرمستقیم نور خورشید، پراکندگی نور ستاره‌ها و آلودگی نوری مصنوعی.